# Hermann Okraß
Hermann Hinrich Julius Okraß (* 27. November 1905 in Geestemünde; † 20. August 1972 in Hamburg) war ein deutscher Journalist und Zeitungsredakteur bei der Hamburger Zeitung. Er verfasste den wohl einzigen in einer deutschen Zeitung erschienenen Nachruf auf Adolf Hitler.

## Leben
Okraß schloss die Realschule ab und hatte keinerlei journalistische oder akademische Vorbildung vor seiner Einstellung beim Hamburger Tageblatt, einer lokalen Parteizeitung der NSDAP. Zuvor war er als Kaufmann, Buchhalter und Bankangestellter tätig.
Seit 1928 war Okraß Mitglied in der SA, bei der er bis zum Standartenführer aufstieg. Zum 1. Februar 1929 trat er der NSDAP bei (Mitgliedsnummer 113.822). Für die Partei gehörte er 1933 der Hamburger Bürgerschaft an. 1934 übernahm er als „Gauverlagsleiter“ die Hauptschriftleitung über das Hamburger Tageblatt. Seine Spezialthemen waren die Geschichte Hamburgs und die Geschichte der NSDAP Hamburg im Besonderen. Er verfasste Mitte der 1930er Jahre die nationalsozialistische Schrift „Hamburg bleibt Rot – Das Ende einer Parole“ zur Machtübernahme der Nationalsozialisten in Hamburg. Ihm wurde 1937 der Dietrich-Eckart-Preis verliehen. Nach der redaktionellen Betreuung übernahm er 1941 die Geschäftsführung der Zeitung. Zuletzt war er bei der Hamburger Zeitung, einem Zusammenschluss der drei letzten in Hamburg erschienenen Zeitungen, Chefredakteur. Noch am 2. Mai 1945 erschien der von Okraß geschriebene Nachruf auf den am 30. April gestorbenen Reichskanzler Hitler.
Nach dem Zweiten Weltkrieg wurde Okraß verhaftet und interniert. Während der Internierung musste er als Gleisbauer arbeiten. Im Januar 1948 wurde Okraß vom Spruchgericht Bielefeld zu einer Geldstrafe von 6000 Reichsmark verurteilt, wovon ihm 2000 aufgrund seiner Internierung erlassen wurden. Ein Jahr später stufte ihn die Spruchkammer in die Kategorie IV („Mitläufer“) ein und verfügte, Okraß dürfe keine publizistische Tätigkeit mehr ausüben. 
Okraß betrieb nach dem Ende der Lizenzzeit in Hamburg ein Pressebüro.

## Endnoten
1. ↑  Hermann Okraß. In: hamburg.de. Abgerufen am 16. Juli 2017.
2. ↑  Die Zeit 17/2015: Reines Wollen, heller Wahn.
3. ↑  Bundesarchiv R 9361-IX KARTEI/31190352
4. ↑  Rainer Biskup: Staatsrechtslehrer zwischen Republik und Diktatur: Rudolf Laun (1882–1975). Hamburg 2010, ISBN 978-3-936406-26-9, S. 187.
5. ↑  Joachim Szodrzynski: Entnazifizierung – am Beispiel Hamburgs. (Aufsatz) S. 23, abgerufen am 13. August 2015 (deutsch).
6. 1 2  Christian Sonntag: Medienkarrieren. Biografische Studien über Hamburger Nachkriegsjournalisten 1946–1949. München 2006, S. 255 f. (online).
7. ↑  Hanna Leitgeb: Der ausgezeichnete Autor: Städtische Literaturpreise und Kulturpolitik in Deutschland 1926–1971. Walter de Gruyter 1994, ISBN 3-11-014402-6, S. 206  (Reprint 2017).
8. ↑  Urteil vom 18. Januar 1949, Staatsarchiv Hamburg Z 2598.
9. ↑  Szodrzynski, S. 24 f.

| Personendaten    | Personendaten                                      |
| ---------------- | -------------------------------------------------- |
| NAME             | Okraß, Hermann                                     |
| ALTERNATIVNAMEN  | Okraß, Hermann Hinrich Julius (vollständiger Name) |
| KURZBESCHREIBUNG | deutscher Journalist und Zeitungsredakteur         |
| GEBURTSDATUM     | 27. November 1905                                  |
| GEBURTSORT       | Geestemünde                                        |
| STERBEDATUM      | 20. August 1972                                    |
| STERBEORT        | Hamburg                                            |